# Carl Oxenstierna (1582–1629)
Carl Oxenstierna, född 12 april 1582, död 3 februari 1629, var en svensk häradshövding och riksråd.

## Biografi
Carl Oxenstierna föddes 1582. Han var son till Erik Oxenstierna och Bengta Gera. Oxenstierna blev 1597 student vid Greifswalds universitet och i maj 1606 vid Rostocks universitet. Han blev 24 januari 1604 häradshövding i Norra Möre härad, Småland och blev 1613 hovråd hos Carl Filip. Oxenstierna blev hovmästare hos furstinnan Maria Elisabet och 2 maj 1617 furstligt råd hos hertig Johan av Östergötland. Han blev 15 augusti 1617 häradshövding över Björkekinds härad och 1618 marskalk hos änkedrottning Kristina av Holstein-Gottorp. Oxenstierna blev 4 augusti 1619 ståthållare på Åbo slott, samt över dess län, jämte Tavastehus län, Borgå län och Raseborgs län. Han blev 1625 riksråd, 18 juni 1626 kansliråd och häradshövding över Vemo härad, Finland. Oxenstierna blev 20 juni 1626 custos archivi. Han avled 1629.

### Egendom
Oxenstierna ägde Lindö i Sankt Johannes socken och Björnö i Frötuna socken.

### Familj
Oxenstierna gifte sig 1641 med Margareta Gonnies, genannt von Winkel (död 1627), dotter till professorn Nikolaus Gonnies, gennant von Winkel vid Rostocks universitet och Anna von Cloos. De fick tillsammans barnen landshövdingen Erik Oxenstierna (1616–1662) och kammarherren Christer Oxenstierna.